# メレスアンク1世
メレスアンク1世（「命を愛する者」の意）は古代エジプトの王妃であり、スネフェル王の母。彼女は恐らく第3王朝の最後の王フニの妻であった。彼女の名前は日本語ではメルサンクとも表記される。

## 概要
メレスアンク1世の名前はパレルモ石の断片に表れる。また、サッカラにあるペヘルネフェルの墓の中で指し示されている地所は、メレスアンク1世の地所の可能性がある。彼女はメイドゥームの神殿の中にあるグラフィティに、息子のスネフェルと並んで名前が記されている。このグラフィティは第18王朝のトトメス3世の時代のものである。この文書は、スネフェルと王妃メレスアンク1世の魂のためにhetep di nesuという呪文を捧げている。